# Asiaceratops
Genre
Espèce
Asiaceratops est un genre de dinosaures herbivores de la fin du Crétacé. Il possède un bec pointu comme ceux des perroquets. Ses fossiles ont été trouvés en Chine, Mongolie et Ouzbékistan en 1972.
L'espèce type, Asiaceratops salsopaludalis, a été formellement décrite par Lev A. Nessov (d), Lioudmila Kaznyshkina (d) et Gennady O. Cherepanov (d) en 1989. Une deuxième espèce, Asiaceratops sulcidens, a également été mentionnée dans cette même étude, mais fut renommée par B. Bohlin (en) en 1953 en Microceratops sulcidens. Cette dernière espèce a été synonymisée avec Microceratops gobiensis par Dodson & Currie (1990) ; elle est maintenant considérée comme nomen dubium notamment par Sereno (2000),, Lambert et al. (2001), et You & Dodson (2004),. Elle est aussi renommée Microceratus car Microceratops était déjà utilisé par un Ichneumonoidea.
À partir du peu de restes que l'on a de ce dinosaure, on a tenté de classer Asiaceratops parmi les Protoceratopsidae ou les Leptoceratopsidae (Tereschenko & Alifanov, 2003) ; puis, You & Dodson (2004) en firent un nomen dubium, à la rigueur classé parmi les Neoceratopsia. Makovicky & Norell, à l'occasion de la description du genre Yamaceratops, ont provisoirement utilisé le genre pour leur analyse phylogénétique, « avec la mise en garde que son statut en tant que taxon monophylétique n'a pas encore été déterminé, Asiaceratops est provisoirement inclus dans l'analyse phylogénétique ».
En conclusion : Asiaceratops est considéré comme un nomen dubium, compte tenu du matériel holotypique limité (notamment par Sereno en 2000 et You & Dodson en 2004) et souvent déplacé dans divers taxons comme par exemple chez les Neoceratopsia par Chinnery & Weishampel (1998), Lambert et al. (2001), Chinnery (2004) et Morschhauser et al. (2019). Ce qui semble pour le moment acquis.

## Description
- Son nom signifie « tête cornue d'Asie »
- Époque : Crétacé supérieur
- Taille : 50 cm de haut, 1,5 m de long, 180 kg
- Habitat : Asie
- Régime alimentaire : herbivore

## Inventaire des fossiles retrouvés
- TsNIGR#9/12457 : dents, fragments de crânes, phalanges.